# Engelbert Montalà i Pla
Engelbert Montala i Pla (Reus, 1976). és un polític català, diputat al Parlament de Catalunya durant la tretzena legislatura. Viu a Mollerussa (Pla d'Urgell).

## Història
Va estudiar a la Universitat Rovira i Virgili. Va treballar com a tècnic de joventut del Consell Comarcal del Baix Camp i a l'empresa privada, dins del sector logístic. Militant d'Esquerra Republicana, ha sigut cap de l'oposició de Mollerussa des de 2015. El 2021 es va presentar a les eleccions al Parlament de Catalunya, sent escollit diputat per la circumscripció de Lleida.
Fou membre de la desapareguda colla castellera dels Ganxets de Reus, així com d'altres entitats culturals i esportives de la comarca.